# Kozarze
Kozarze – wieś w Polsce, położona w województwie podlaskim, w powiecie wysokomazowieckim, w gminie Ciechanowiec. Leży nad rzeką Nurzec.
W latach 1975–1998 wieś administracyjnie należała do województwa łomżyńskiego.
Nazwa wsi posiada budowę słowotwórczą opartą na strukturze morfologicznej, podobnie jak w przypadku miejscowości: Rybaki czy Piwowary.
Wierni kościoła rzymskokatolickiego należą do parafii Najświętszej Maryi Panny z Fatimy w Ciechanowcu.

## Integralne części wsi
| SIMC    | Nazwa   | Rodzaj    |
| ------- | ------- | --------- |
| 0395702 | Adamowo | część wsi |

## Historia
Można przypuszczać, że Kozarze istniały już w końcu XI w. W 1075 roku utworzono Biskupstwo mazowieckie, nadając mu ziemie również na wschodnim Mazowszu, w okolicy grodu w Święcku-Strumianach. Gród był otoczony zwartym kręgiem 44 wsi. W tym czasie nie były one wymieniane. W roku 1203 książę Konrad Mazowiecki potwierdził stan posiadania biskupstwa płockiego, wymieniając również wsie należące do kasztelanii święckiej. Dokument ten został w roku 1239 przepisany, zachowując się do naszych czasów. Według historyków zawiera on jednak niewątpliwie autentyczny stan posiadania biskupstwa mazowieckiego i to z czasów jego fundacji.
W akcie tym wymienia się, że: Bucce, Suchinicowo, Cosane (Kozarze), Woynowo, należące również do grodu w Święcku, zostały nadane na uposażenie kościoła w Zuzeli przez Krystyna Pomianowicza. 

### Niektórzy właściciele wsi
- początek XVI w. – Stanisław Kiszka[12]
- 1542 – Jadwiga Ciechonowska c. Stanisława[13]
- 1564 – Jan Szwejko (Świejko), który wszedł w posiadanie tej ziemi poprzez ożenek z ostatnią przedstawicielką rodu Ciechanowieckich, Anną[14]
- królewski regestr poboru w powiecie drohiczyńskim z roku 1580 informuje, że posiadaczami wsi byli:
  - Mikołaj Kiszka, który płacił podatek od 7{\displaystyle {\tfrac {1}{2}}} włóki osiadłej (około 130 ha) i od jednego ogrodnika bezrolnego
  - ślachetny Stanisław Swejkowski z cześnikami swemi i dziatkami, niegdy Antoniego Swejka i z p. wdową Stanisławową (Agnes Sadowska c. Andreae Sadowskiego[15]) z Tworkowic, Kozarzów z włók osiadłych 12 po złotemu, z półwłóczka 1 pustego, gr 5, Od ogrodników bezrolnych 10, po gr. 4[16]
- w roku 1622 najprawdopodobniej część Kozarzy przeszła na własność Anny Iwanowskiej
- 1624 – Janusz Kiszka, odprzedał część wsi Konstantynowi Eustachemu Zalieskiemu, stolnikowi mścisławskiemu[17]
- 1627 – Anna Iwanowska zbyła własność Janowi Stanisławowi Sapieże, który rok później przekazał pod zastaw 1000 złotych polskich 4 włóki Bożarskie wraz z poddanymi, pisarzowi ziemskiemu drohickiemu[18]. W spisie maiętności Ciechanowieckiej, wykonanej na zlecenie nowego właściciela części wsi, wymienieni:
  - Mikołaj Jazgar, wawrzyniec gryczka, Woiciech griczka, Jakub kucaba, Stanisław Ruchai, Symon (?)ysik, każdy uprawiający czwierc ciągłą i podla siebie czynszową
  - Andrzej Parząnczyk pracujący na półwłoce ciągłej i podla siebie czynszową
  - Jan woicik pracujący na półwłoce ciągłej i podla siebie włokę cynszową
  - Ruchaiko zwanem gryczką posiadający półwłoczek kwi(?)sewski zczynszu
  - Andrzej Parzonka uprawiający półwłoki Tendirendzinski zczynszu

Razem tegoż właściciela w Kozarzach: włók ciągłych 2{\displaystyle {\tfrac {1}{2}},} czynszowych 4, domów osiadłych 9 z młynarzem, 1 dom pusty.
- w roku 1639 Kozarze należały, prawdopodobnie w części, do Łukasza Ciechanowieckiego-Świejko[19]
- 1649 – Kazimierz Leon Sapieha zbył część wsi, należącą wcześniej do Anny Kiszczanki (Iwanowskiej), Maciejowi Zadorowskiemu[12]
- 1649 – Kazimierz Leon Sapieha zapisał w testamencie część wsi, Jerzemu Monwidowi Irzykowskiemu, podkomorzemu drohickiemu. Włościanie z Kozarzy mieli ustalony wymiar dziesięciny snopowej na 20 kop żyta rocznie
- 1673 – częściowym posesjonatem wsi był Nikodem Jabłonowski, pisarz nurski[20]
- koniec XVII i początek XVIII – Marianna Bremerówna, primo voto Ossolińska, secundo voto Oborska
- 1703 – Franciszek Maksymilian Ossoliński
- 2 kwietnia 1806 – od Fryderyka von Kühlen’a Kozarze nabył Antoni Szczuka[12]

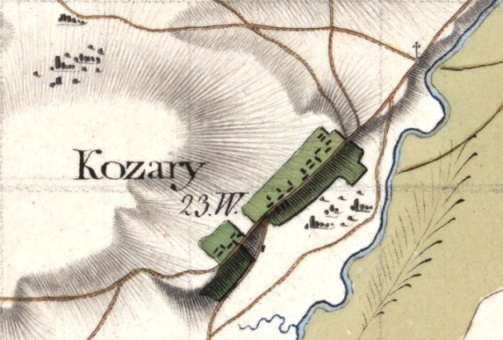
Kozarze na fragmencie mapy Nowych Prus Wschodnich z 1795 r.

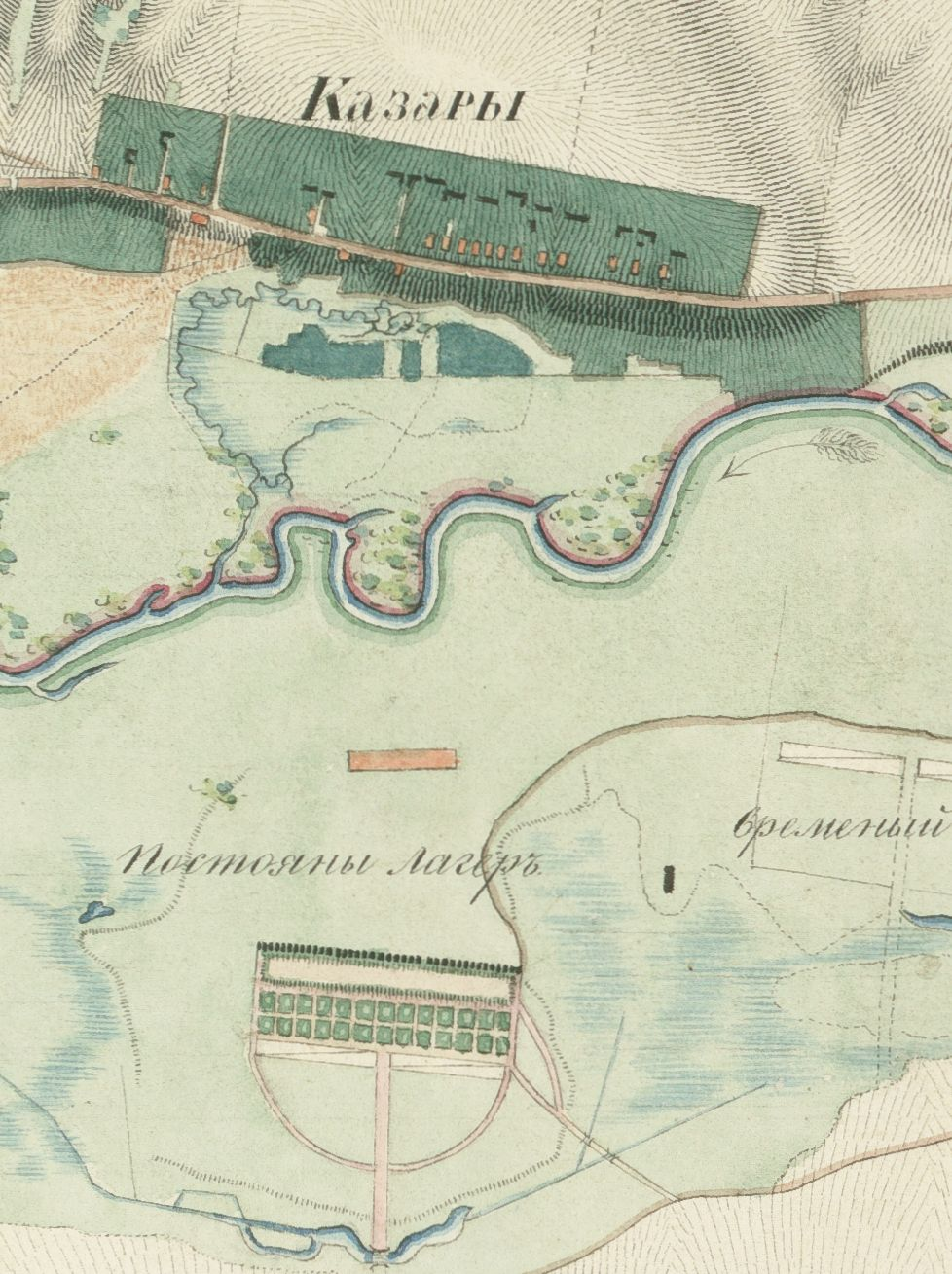
Kozarze na fragmencie mapy rosyjskiej z 1828 r.

Po podpisaniu pierwszego traktatu tylżyckiego Nurzec stał się rzeką graniczną. Mieszkańcy wsi (do 1807 r. parafia Ciechanowiec) zostali przydzieleni do parafii w Kuczynie. Dopiero w roku 1998 Biskup łomżyński Stanisław Stefanek erygował w północnej części Ciechanowca nową parafię, pw. NMP z Fatimy, w której znalazły się Kozarze.
Po przeciwnej stronie Nurca, w obszarze od Ciechanowca do Tworkowic, stacjonował oddział wojsk rosyjskich. Obok Ciechanowca wyznaczono tzw. временый лагеръ, przy Tworkowicach Временный Артелериской Лагеръ. Pomiędzy nimi ulokowano постояны лагеръ. Żołnierze stacjonowali w obozie postojowym w tzw. pałatkach. Wały ziemne chroniące żołnierzy zachowały się do dziś.
W drugiej połowie wieku XVIII w miejscowości znajdowała się karczma będąca własnością rodu Ossolińskich, dzierżawiona przez ciechanowieckich żydów: Lejzora Dawidowicza oraz jego syna Tobiasza Lejzorowicza. Karczma istniała również w wieku XIX i na początku XX.
Słownik geograficzny Królestwa Polskiego i innych krajów słowiańskich podaje, że w roku 1827 w Kozarzach w 23 domach żyło 174 mieszkańców.
Na początku XIX w. cegielnia funkcjonowała w obszarze późniejszego majątku Adamowo. W II połowie XIX w. w obrębie majątku Nowodwory, którego część należy współcześnie do Kozarzy również założono cegielnię. Z wypalonych tu cegieł wybudowano między innymi kościół parafialny w Kuczynie i zabudowania pałacowe rodziny Starzeńskich w Ciechanowcu-Nowodworach. Po drugiej wojnie światowej próbowano cegielnię uruchomić ponownie, lecz zrezygnowano z powodu niewielkich już złoży gliny.
Pod koniec XIX w. wieś w powiecie mazowieckim, gmina Klukowo, parafia Kuczyn. Osad 42. Grunty rolne o powierzchni 639 morgów. W roku 1929 wymieniony, gospodarujący na 118 ha ziemi w Adamowie, właściciel ziemski – Kołaczkowski Stan.
W roku 1921 we wsi 51 gospodarstw i 292 mieszkańców (146 mężczyzn i 146 kobiet). Wszyscy zadeklarowali narodowość polską i wyznanie rzymskokatolickie. W folwarkach: Adamowo 1 dom i 6 mieszkańców, w Dominikowie 4 domy i 96 mieszkańców.

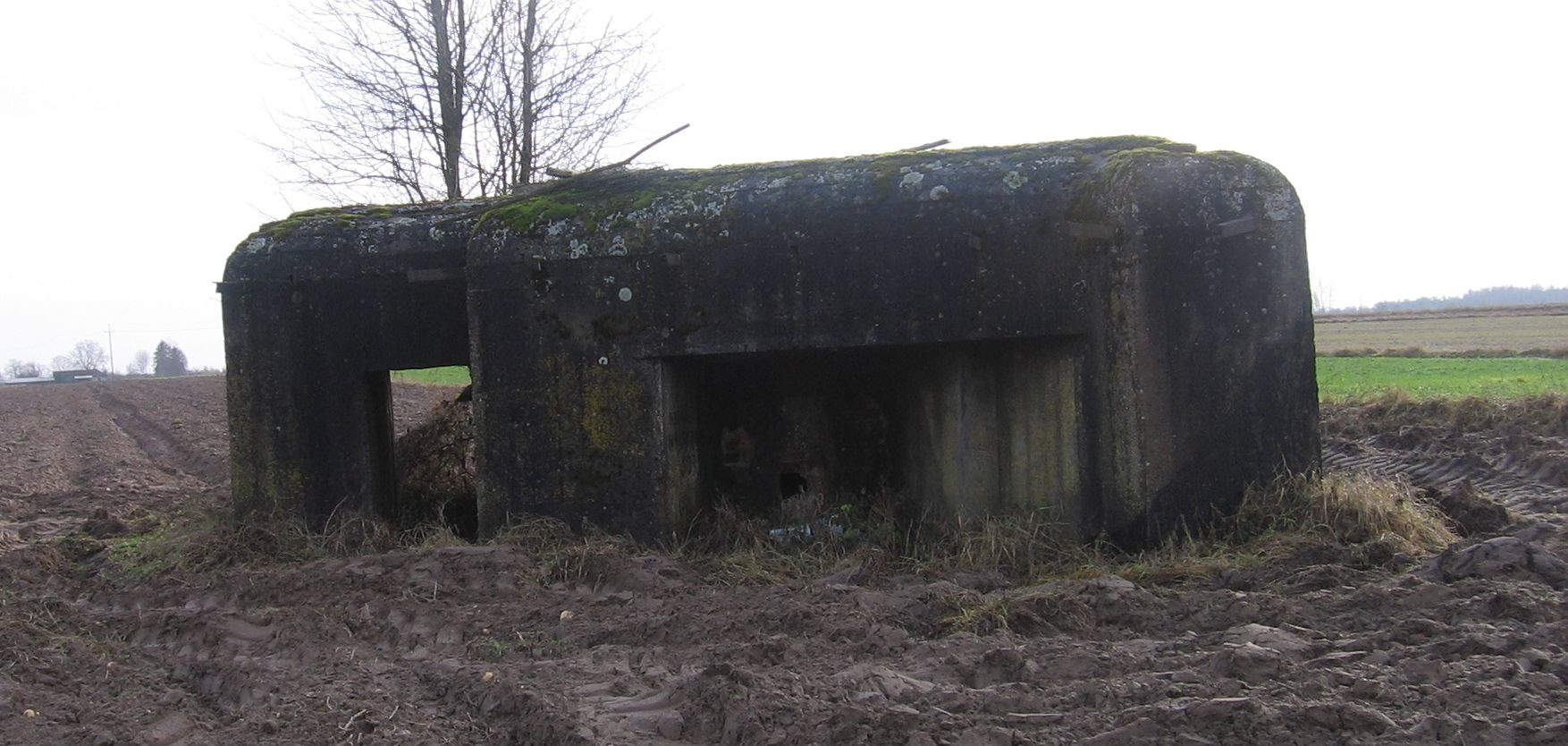
Bunkier (półkaponiera) w Adamowie zbudowany przez Rosjan w latach 1940–1941

W 1939 r. Kozarze na krótko znalazły się pod okupacją niemiecką, a na mocy porozumienia rosyjsko-niemieckiego z dnia 23 sierpnia 1939 i dodatkowego, tajnego protokołu z dnia 28 września 1939 pod rosyjską. W obszarze pobliskiego majątku Dominikowo znajdowało się polowe lotnisko rosyjskie oraz szkoła kadetów, natomiast w Adamowie, również wysiłkiem mieszkańców Kozarzy, Sowieci zbudowali cztery bunkry, wchodzące w skład Linii Mołotowa. Pod piąty wykonano wykopy, lecz z powodu niemieckiego uderzenia w dniu 22 czerwca 1941 zaplanowanego zadania nie ukończono.
Wyzwolenie Kozarzy spod okupacji hitlerowskiej nastąpiło 13 sierpnia 1944 roku.

### Zmiany przynależności administracyjnej
- okres pierwszych Piastów i rozbicia dzielnicowego – Mazowsze
- 1320–1358 – Litwa
- sierpień 1358–około 1428 – Mazowsze
- 1428–1440 – Litwa
- 1440–1446 – ziemia drohiczyńska i mielnicka zostały zajęte przez Bolesława IV[28]
- 1446–1513 – województwo trockie na Litwie[12]
- 1513–1569 – województwo podlaskie w ramach Wielkiego Księstwa Litewskiego
- 1569–1795 – województwo podlaskie w ramach Korony Królestwa Polskiego
- 1795–1807 – Prusy Nowowschodnie, Powiat drohiczyński
- 1807–1815 – Księstwo Warszawskie, Powiat tykociński
- 1815–1914 – Królestwo Kongresowe, od 1867 Powiat mazowiecki
- 1915–1918 – Generalne Gubernatorstwo Warszawskie
- II Rzeczpospolita – Powiat wysokomazowiecki
- od 10 IX–28 IX 1939 – okupacja niemiecka
- 29 IX 1939 – 22 VI 1941 – (okupacja sowiecka) – obwód białostocki
- 22 VI 1941–13 VIII 1944 – Prusy Wschodnie, Bezirk Bialystok
- 1944–31 XII 1972 – Powiat wysokomazowiecki
- 1 I 1973 – 31 V 1975 – Powiat siemiatycki
- 1 VI 1975–31 XII 1998 – Województwo łomżyńskie, Gmina Ciechanowiec
- od 1I 1999 – Województwo podlaskie, Powiat wysokomazowiecki

## Po wojnie i współcześnie
W wyniku reformy rolnej z lat 1944–1945 w obrębie Kozarzy znalazł się w całości pobliski majątek ziemski Adamowo (ostatni przedwojenny właściciel Józef Gromada), jak i w dużej części Dominikowo (wchodzący w skład posiadłości ziemskiej Nowodwory) – ostatni właściciel Michał Starzeński.

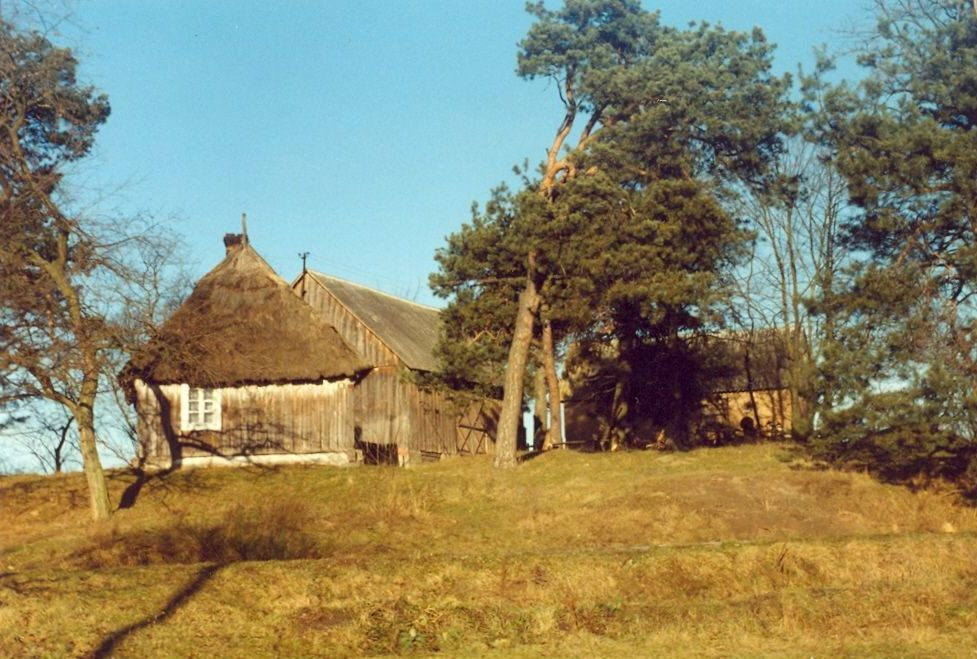
Zagroda w Kozarzach – rok 1995

### Powojenne działania i inwestycje w Kozarzach
- 1944 – przygotowanie budynku szkoły do prowadzenia zajęć  Osobny artykuł: Szkoła Podstawowa w Kozarzach.
- połowa lat 50. – doprowadzenie programu I Polskiego Radia z radiowęzła w Ciechanowcu za pomocą linii napowietrznej. Odbiornikami były tzw. toczki, zwane również kołchoźnikami. Instalacja działała do końca lat 60.
- koniec lat 50. – położenie nowego bruku w części wioski
- 1959 – zbudowano nową szkołę. W starej urządzono dwa mieszkania dla nauczycieli
- grudzień 1960 – doprowadzenie energii elektrycznej, oświetlenie wioski lampami ulicznymi
- początek lat 60. – Kółko rolnicze zostało wyposażone w podstawowy sprzęt
- 1963 – utworzenie strefy przeciwpożarowej w środkowej, najbardziej zagęszczonej części wsi – wymiana słomianego przykrycia dachów na ognioodporne przykrycie dachówkowe lub eternitowe
- połowa lat 60. – utwardzenie żwirem pozostałej części drogi prowadzącej do Ciechanowca
- 1974 – urządzenie przez członków LZS boiska piłki nożnej na tzw. wądoliskach, przy współpracy z władzami Gminy w Ciechanowcu
- 1975 – zorganizowanie Klubu Rolnika, wyposażenie pomieszczenia w stoliki, krzesła, szafki
- 1979 – adaptacja budynku szkoły podstawowej na potrzeby Domu Pomocy Społecznej dla 18 pensjonariuszy
- 1981 – położenie dywanika asfaltowego na żwirowej części drogi
- 1985 – rozpoczęcie budowy nowych obiektów DPS, gdzie umiejscowiono też kaplicę pod wezwaniem Miłosierdzia Bożego, dostępną również dla mieszkańców wioski. Inwestycję ukończono w roku 1994
- początek lat 90. – budowa remizy strażackiej z przestronną salą i zapleczem kuchennym. Strażacy dysponują jednym wozem bojowym
- początek lat 90. – doprowadzenie wody ze studni głębinowej w Ciechanowcu z możliwością podłączenia węży strażackich do sieci wodnej
- 1995 – uruchomienie oczyszczalni mechaniczno-biologicznej przy Domu Pomocy Społecznej o przepustowości 40 m³/d.
- 2001 – przebudowa i wyasfaltowanie brukowanej części drogi
- 2005 – położenie chodnika z jednej strony zmodernizowanej drogi[29]
- wrzesień 2008 – zakup średniego samochodu strażackiego dla OSP[30]
- 2010 – opracowanie Planu odnowy miejscowości Kozarze[31]
- 2011:
  - IV-VIII – prace nad przebudową świetlicy wiejskiej wraz z zagospodarowaniem otoczenia[32]
  - 3 IX – w pięćdziesiątą rocznicę powstania, OSP w Kozarzach otrzymała sztandar ufundowany przez instytucje, firmy i osoby prywatne[33]
  - XII – przebudowa drogi dojazdowej do remizy OSP[34]
- 2015:
  - IV-VI – montaż kolektorów słonecznych wraz z oprzyrządowaniem
  - X – położenie instalacji światłowodowej w związku z „Budową nadbużańskiej szerokopasmowej sieci dystrybucyjnej – realizacja I i II etapu” w ramach Regionalnego Programu Operacyjnego Województwa Podlaskiego na lata 2007–2013[35]

## Demografia
W roku 2009 Kozarze były najbardziej zaludnioną wsią w gminie (4,7% ogółu populacji). Na 103 zabudowania, niewiele ponad dwadzieścia rodzin zajmowało się prowadzeniem gospodarstwach rolnych. Kilka osób pracowało w pobliskim Ciechanowcu, a kilkunastoosobowa grupa w Domu Pomocy Społecznej, w którym mieszka stała, 114 osobowa grupa pensjonariuszy. Kilkadziesiąt osób pobierało rentę lub emeryturę. Naliczono również 14 osób bezrobotnych.
Wykres liczby ludności Kozarzy:
:

## Warunki naturalne

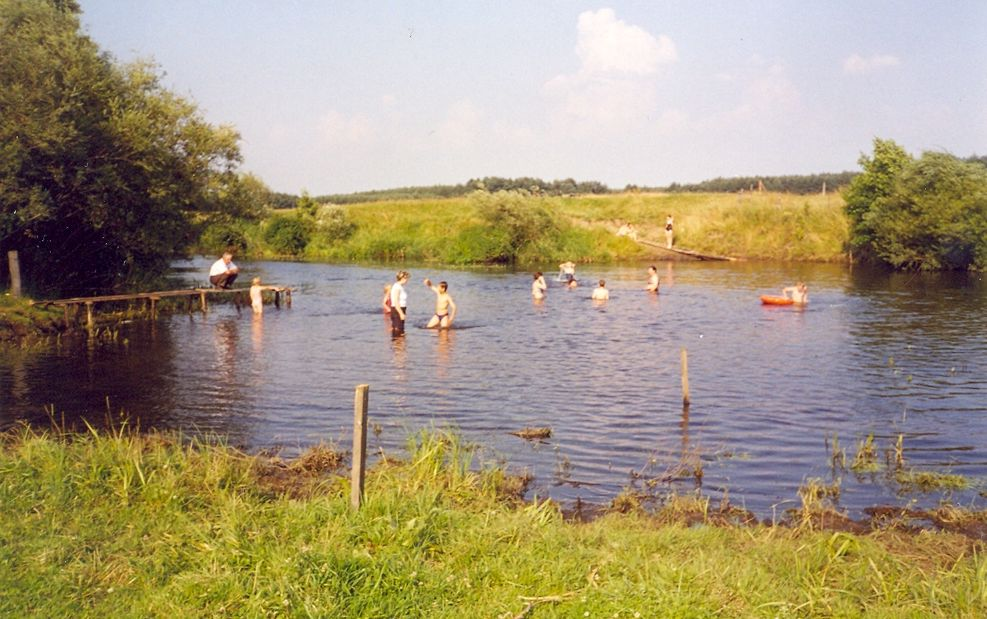
Kąpielisko nad Nurcem na tzw. Przechodzie

Klimat ma charakter umiarkowany, przejściowy z wyraźnym wpływem czynników kontynentalnych. Lato trwa średnio 60–70 dni, a zima 100–110. Według A. Górniaka Kozarze leżą w obrębie mazowieckiego regionu klimatycznego, subregion nadbużański. Suma rocznych opadów wynosi około 600 mm. Ich największa intensywność przypada od kwietnia do września (60%). Dominują wiatry zachodnie – 23,9% o średniej prędkości 2,3 m/s.
Płynący w pobliżu Nurzec wyznacza naturalną granicę między Wysoczyzną Wysokomazowiecką a Drohiczyńską. Wysokości względne pomiędzy poszczególnymi formami morfologicznymi dochodzą do kilkunastu metrów, a nachylenia terenu sięgają miejscami ponad 20°.
W okolicy przeważają sosnowe lasy o umiarkowanemu zwarciu podszytu.
Część wsi zawiera się w tzw. Obszarze Chronionego Krajobrazu Doliny Bugu i Nurca.
| Rodzaj użytku     | Hektarów | %     |
| ----------------- | -------- | ----- |
| Ziemia orna       | 439,55   | 64,3  |
| Łąki              | 9,36     | 1,37  |
| Pastwiska         | 63,20    | 9,25  |
| Lasy              | 128,89   | 18,16 |
| Sady              | 2,32     | 0,34  |
| Użytki kopalniane | 0,10     | 0,01  |
| Nieużytki         | 6,14     | 0,90  |
| Drogi             | 17,42    | 2,55  |
| Grunty zabudowane | 15,04    | 2,20  |
| Rowy              | 1,49     | 0,22  |

| Klasa ziemi ornej | Hektarów | %     |
| ----------------- | -------- | ----- |
| RIIIb             | 17,53    | 3,99  |
| RIVa              | 208,95   | 47,54 |
| RIVb              | 103,99   | 23,66 |
| RV                | 67,99    | 15,47 |
| RVI               | 40,98    | 9,32  |
| RVIz              | 0,12     | 0,03  |

## Organizacje pożytku publicznego (stan 2009)
- Osobny artykuł: Ochotnicza Straż Pożarna w Kozarzach., jednostka typu „S”, Kozarze 9B, 18-230 Ciechanowiec
- Stowarzyszenie na rzecz osób niepełnosprawnych „NATURA”, Kozarze 63, 18-230 Ciechanowiec
- Stowarzyszenie „TUTOR”, Kozarze 93, 18-230 Ciechanowiec
- Dom Pomocy Społecznej

## Usługi (stan 2009)
- dwa gospodarstwa agroturystyczne, w tym jedno o profilu artystyczno-ekologicznym
- cztery zakłady świadczące usługi remontowo-budowlane
- zakład krawiectwa damskiego, ciężkiego i męskiego
- sklep spożywczy
- firma handlu stałego i obwoźnego

## Urodzeni w Kozarzach, mieszkali w Kozarzach
- Adam Wilkowski (1897–1941) – kapłan diecezji płockiej
- Stanisław Tenderenda (1898–1984) – ksiądz katolicki, prałat, profesor w Seminarium Duchownym w Płocku
- Stanisław Wilkowski (1914–1969) – kapelan, redaktor
- Czesław Wilkowski (1916–2009) – ksiądz katolicki, Kanonik Honorowy Kapituły Kolegiackiej Sejneńskiej
- Zdzisław Tadeusz Mikołajczyk (1928–2007) – ksiądz katolicki, prałat, kapelan Jego Świątobliwości

## Obiektyzabytkowei pamięci narodowej (stan 2009)
- dwa domy drewniane z początku XX w.
- cmentarz–mogiła zbiorowa, z okresu II wojny światowej, przy drodze do Ciechanowca. Pochowano tu około 200 Polaków, Żydów, jeńców radzieckich rozstrzelanych w latach 1941–1944. Wpisany do rejestru zabytków pod nr rej. A-427, decyzją wojewody łomżyńskiego z dnia 30 grudnia 1991 r.[43]
- mogiła zbiorowa – zlokalizowana w lesie, między wsią Kozarze i Zaszków. Granitowa płyta memoratywna z napisem: Wymordowani przez okupanta hitlerowskiego w czerwcu 1944 r. Cześć Ich Pamięci. Pochowano tu 80 niezidentyfikowanych osób narodowości polskiej[44]
- przydrożny krzyż z roku 1890,za którym pochowani są zabici z okresu I wojny światowej
- fragment czółna (dłubanki), długości 5,35 m, z I w. p.n.e., znaleziony nad urwiskiem Nurca, wykonany z drewna dębowego, konserwowany w latach 1999–2004 w Muzeum Archeologicznym w Biskupinie. Współcześnie zabytek jest wyeksponowany w Muzeum Rolnictwa im. ks. Krzysztofa Kluka w Ciechanowcu[45].

## Herb i flaga wsi

Herb wsi Kozarze

11 listopada 2019 roku podjęto procedurę związaną z ustanowieniem herbu i flagi wsi. Wybrano dziewięcioosobową Komisję społeczną, w tym przewodniczącego. 4 grudnia ogłoszono konkurs otwarty na projekt herbu i flagi. 3 lipca 2020 roku Komisja społeczna podjęła uchwałę w sprawie wzorów herbu i flagi dla wsi Kozarze.
Herb: Tarcza typ hiszpański, zielona, przedzielona w pas białą falą symbolizującą wody rzeki Nurzec. Na górnej części kozioł srebrny (biały) ze złotymi (żółtymi) rogami i kopytami, zwrócony w lewo. Na środku dolnej części srebrne koło młyńskie. Młyn w Kozarzach funkcjonował przez kilka wieków. Koło młyńskie jest jednocześnie symbolem mozolnej, rolniczej pracy. Po lewej i prawej stronie tarczy, na wskroś, dwa stojące, złote (żółte) kłosy pszenicy, w odbiciu lustrzanym

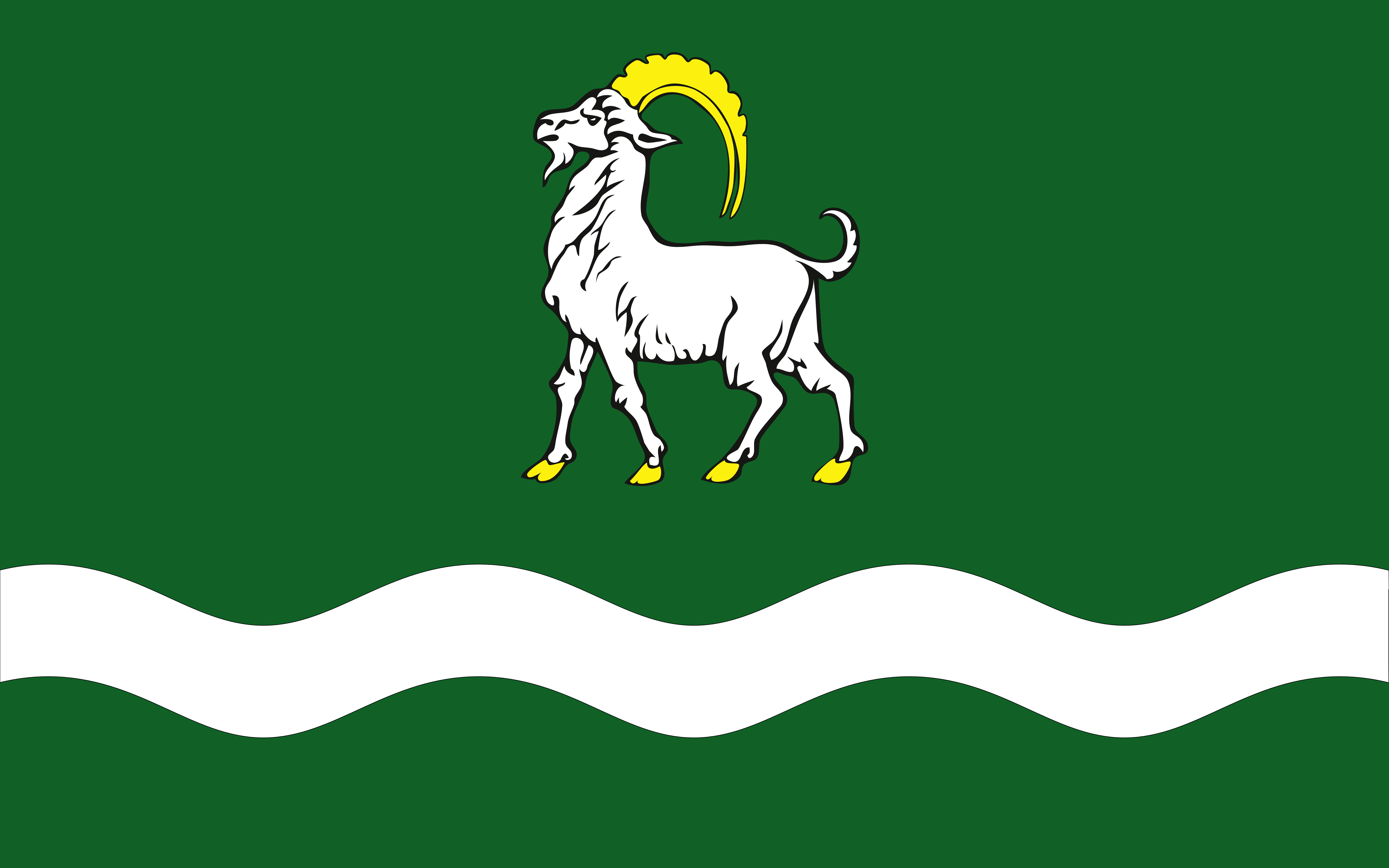
Flaga wsi Kozarze

Flaga: Barwy identyczne jak w herbie. Proporcje płata w stosunku 5:8. Płat zielony, podzielony białą, poziomą falą symbolizującą wody rzeki Nurzec na dwa, w stosunku ¾ do ¼. Na górnej części (¾) kozioł srebrny (biały) ze złotymi (żółtymi) rogami i kopytami, zwrócony w lewo